# 도시코 내친왕 (1197년)
도시코 내친왕(일본어: 利子内親王 としこないしんのう[*], 겐큐 8년 (1197년) - 겐초 3년 1월 2일 (1251년 1월 25일))은 가마쿠라 시대의 황족이다. 이세 재궁, 시조 천황의 준모인 황후궁이자 여원이다. 원호는 시키켄몬인 (式乾門院)이다. 법명인 신세이치 (真性智)이다. 아버지는 모리사다 친왕 (고타카쿠라인), 어머니는 지묘인 모토이에의 딸 친시 (키타시라카와인)이다. 동복 동생으로는 고호리카와 천황, 쿠니코 내친왕 (안키몬인)이 있다.

## 생애
가로쿠 2년 (1226년) 11월 26일, 30세의 나이로 내친왕 선하를 받아, 동복 동생 고호리카와 천황의 재궁으로 복정되었다. 안테이 원년 (1227년) 4월 29일, 사콘에후에 첫 재원 입성하였다. 같은 해 9월 24일에 노노미야로 옮겼다. 안테이 2년 (1228년) 9월 19일에 이세에 군행하였다. 간기 원년 (1229년) 4월에 준삼후에 올랐다. 조에이 원년 (1232년) 10월 4일, 고호리카와 천황의 양위에 의해 재궁직을 그만두었다. 덴푸쿠 원년 (1233년) 2월 5일에 귀경하였다. 같은해 6월 20일, 조카 시조 천황의 준모로써 황후궁에 책립되었다. 엔오 원년 (1239년) 11월 13일, 병에 걸려 출가하였고, 같은 날 여원이 되었다. 겐초 3년 (1251년) 1월 2일, 55세의 나이로 사망했다.

## 같이 보기
- 시키켄몬인노 미쿠시게